# Lame furtive
Roman sur les Royaumes oubliés
Lame furtive (Retour à la clarté lors de l'édition par Fleuve noir) est le titre français du roman The Silent Blade de R. A. Salvatore, publié chez Milady et tirée du monde imaginaire des Royaumes oubliés. Ce livre est le premier de la séquence "Path of Darkness", réédité dans la séquence "La légende de Drizzt" dont il est le onzième tome, et qui raconte les aventures du célèbre elfe noir Drizzt Do'Urden. 

## Résumé
Ayant récupéré l'éclat de cristal Crenshinibon lors de son précédent combat, Drizzt se rend avec ses compagnons à l'Envol de l'Esprit, demeure de Cadderly Bonadieu, pour détruire l'artefact. Mais ce dernier ne cesse de mettre des ennemis sur son chemin, pour l'empêcher d'atteindre son objectif. Drizzt va ainsi se retrouver confronté à un ancien ennemi qui prépare sa vengeance depuis longtemps.